# Shangdu (Ulanqab)

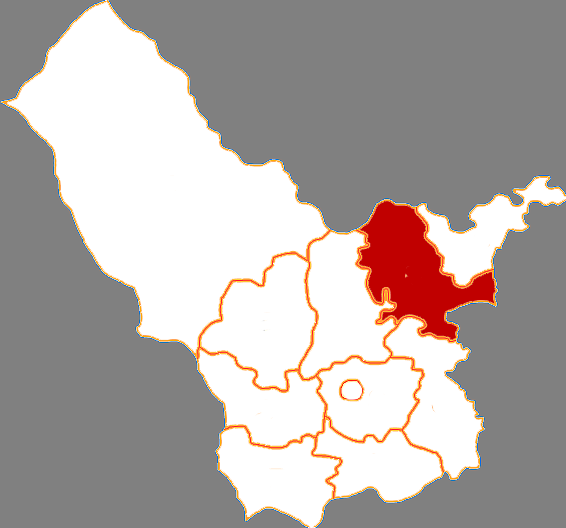
Lage Shangdus in Ulanqab

Der Kreis Shangdu (chinesisch 商都县, Pinyin Shāngdū Xiàn; mongolisch ᠱᠠᠩᠳᠤ ᠰᠢᠶᠠᠨ Šaŋdu siyan) ist ein Kreis der bezirksfreien Stadt Ulanqab im Zentrum des Autonomen Gebiets Innere Mongolei im Norden der Volksrepublik China. Er hat eine Fläche von 4.304 km² und zählt 330.000 Einwohner. Shangdu gliedert sich in sechs Großgemeinden und vier Gemeinden.